# معاملة المثليين في منغوليا
يواجه الأشخاص من المثليين والمثليات ومزدوجي التوجه الجنسي والمتحولين جنسياً (اختصاراً: مجتمع الميم) في منغوليا تحديات قانونية واجتماعية لا يواجهها غيرهم من المغايرين جنسيا. يعتبر النشاط الجنسي المثلي بين الرجال وبين النساء في متغوليا، حيث تم تجريم المثلية الجنسية في عام 1961 من خلال قانونها الجنائي في البداية، ولكن تم إلغاء تجريمها في عام 1993، في. بعد انتقال منغوليا السلمي إلى الديمقراطية في التسعينيات، أصبح الوعي حول مجتمع الميم أكثر انتشارًا. تم حظر جرائم الكراهية وخطاب الكراهية على أساس التوجه الجنسي والهوية الجندرية في البلاد منذ 1 يوليو 2017. كما أن جرائم الكراهية وخطاب الكراهية ضد مجتمع الميم غير قانونية في البلاد. ومع ذلك، فإن الأسر التي يرأسها الشركاء المثليون ليست مؤهلة للحصول على ذات الحماية القانونية المتاحة للأزواج المغايرين.
ينص مركز المثليين والمثليات ومزدوجي التوجه الجنسي والمتحولين جنسيا (والذي نشط منذ عام 2007) على أن مهمته "الدعوة لحقوق الإنسان للمثليين والمثليات ومزدوجي التوجه الجنسي والمتحولين جنسيا في منغوليا". إنه المحرك الرئيسي وراء التغييرات السياسية والتشريعية في البلاد حول حقوق المثليين. تاريخيا، تأسست أول منظمة لحقوق الإنسان للرجال المثليين في مارس 1999، وكان يطلق عليها تافيلان" (بمعنى "المصير" باللغة المنغولية).

## قانونية الأفعال الجنسية من نفس الجنس
حظر جنكيز خان النشاط الجنسي المثلي في الإمبراطورية المنغولية وجعل العقاب عليه بالإعدام، على أمل توسيع عدد السكان المنغوليين الذين كانوا حوالي 1.5 مليون شخص في ذلك الوقت، بينما كانت سلالة سونغ المنافسة، التي هيمنت على وسط الصين اليوم، بتعداد 100 مليون.
وضع شعب «خلخا المغول»، مثلهم مثل كثير من شعوب سيبيريا المبكرة، تقديراً عالياً على الخصوبة الجنسية والحب والاتصال الجنسي المغاير، وبالتالي كانت لهم نظرة سلبية تجاه العلاقات الجنسية المثلية.
في السنوات الأخيرة من القرن السابع عشر، خضع خلخا المغول لسيطرة سلالة تشينغ وبالتالي ورثوا قانونها المعادي المثلية الجنسية، الذي يعاقب على النشاط الجنسي المثلي بالسجن لمدة سنة و 100 ضربة من الخيزران الثقيل.
بعد أن تم تجريمه في عام 1961، تمت إزالة جميع الإشارات إلى المثلية الجنسية من القانون الجنائي المنغولي في عام 1993، مما شرع النشاط الجنسي المثلي الخاص وبالتراضي. تعتبر السن القانونية للنشاط المثلي 16، بغض النظر عن التوجه الجنسي.

## الاعتراف القانوني بالعلاقات المثلية
يُعرّف الزواج بأنه مؤسسة مغايرة جنسيا في المادة 16 (11) من الدستور المنغولي على النحو التالي: «يستند الزواج إلى المساواة والموافقة المتبادلة بين الرجل والمرأة الذين بلغوا السن المحددة بموجب القانون. تحمي الدولة مصالح الأسرة والأمومة والطفل.» لا يتم الاعتراف قانونيا بالعلاقات المثلية بموجب القانون المنغولي.

## الحماية من التمييز وقوانين جرائم الكراهية
حتى وقت قريب، كان العنف والتمييز ضد المثليين والمثليات ومزدوجي الميول والمتحولين جنسيا في منغوليا شائعا إلى حد ما، وغالبا ما لا يتم إبلاغ الشرطة. في عام 2001 تم اغتصاب امرأة مثلية، حيث اختطفت وطعنت على يد رجلين. وخلال عام 2009 قامت مجموعة قومية متطرفة من النازيين الجدد باختطاف ثلاثة نساء متحولات جنسيا واعتدوا جنسيا عليهن. لم يتم الإبلاغ عن أن أي من هذه الجرائم للشرطة خوفا من التعرض للأذية. في شهر فبراير من عام 2014 تعرض رجل مثلي للاعتداء الجنسي من قبل مجموعة من النازيين الجدد. عقب انتقادات مجتمع الميم ومنظمات المجتمع المدني، أعلنت حكومة منغوليا في مايو 2014 أنها ستنظر في سن تشريعات مناهضة للتمييز لحماية الأشخاص من مجتمع الميم.
في 3 ديسمبر عام 2015 اعتمد البرلمان المنغولي القانون الجنائي الجديد، والذي حظر جرائم الكراهية وخطاب الكراهية على أساس التوجه الجنسي والهوية الجندرية والحالة الصحية مما يجعل منغوليا واحدة من أوائل الدول الآسيوية التي تتمتع بهذا المستوى من الحماية للأشخاص من مجتمع الميم. كان من المتوقع أن يدخل القانون الجنائي حيز التنفيذ في 1 سبتمبر 2016، ومع ذلك، أجل مجلس الوزراء المنتخب حديثًا التاريخ إلى 1 يوليو 2017. اعتبارًا من أغسطس 2018، كان مركز المثليين والمثليات ومزدوجي التوجه الجنسي والمتحولين جنسيا يدرب أكثر من 300 من ضباط الشرطة والمدعين العامين والقضاة على جرائم الكراهية وكيفية التعامل معها بشكل صحيح. على الرغم من ذلك، تقول التقارير المحلية ونشطاء المثليين إن الشرطة تواصل تجاهلها ولا تأخذ شكاوى جرائم الكراهية ضد مجتمع الميم على محمل الجد، وأن هذه الهجمات لا تؤدي غالبًا إلى أي عقوبة.

## الهوية الجندرية والتعبير عنها
سمح التعديل الحاصل في يونيو من عام 2009 للمادة رقم 20(1) من قانون السجل المدني للمتحولين جنسياً بتغيير الجنس القانوني في شهادات الميلاد أو بطاقات تعريف المواطنين عقب الخضوع لجراحة إعادة تحديد الجنس.
إن جرائم الكراهية وخطاب الكراهية على أساس الهوية الجندرية محظورة في البلاد.

## التربية الجنسية
يتضمن منهج التربية الجنسية في منغوليا الذي تم تقديمه في عام 1998 مناقشة حول قضايا مجتمع الميم والصحة الجنسية، على الرغم من أن المعلمين قد يختارون مناقشة هذه المواضيع من عدمه. أبلغ العديد من الطلاب من مجتمع الميم عن التمييز والتنمر ضدهم في المدارس.

## ظروف الحياة
ما زال حظور الأشخاص المثليين والمثليات ومزدوجي التوجه الجنسي والمتحولين جنسيا يفتقر إلى الوضوح في منغوليا. في حين أن وجود رهاب المثلية ليس بالكثير في البلاد، بحسب ما أفاد سياح غربيون سافروا إلى منغوليا، كما وأنه ليس هناك الكثير من الاعتراف العام بالمثلية الجنسية. في عام 2009، بعد أكثر من 10 محاولات فاشلة، سجلت الحكومة المنغولية مركز المثليين والمثليات ومزدوجي التوجه الجنسي والمتحولين جنسيا وهي المنظمة غير الحكومية الوحيدة التي تدافع عن حقوق الأشخاص المثليين والمثليات ومزدوجي التوجه الجنسي والمتحولين جنسياً. في البداية، رفضت وكالة التسجيل التابعة للحكومة القيام بتسجيل المنظمة لأنها «تتعارض مع العادات والتقاليد المنغولية ولها القدرة على أن تكون قدوة خاطئة للشباب والمراهقين»
كشف تقرير صدر عام 2013 عن مركز المثليين والمثليات ومزدوجي التوجه الجنسي والمتحولين جنسيا أن أكثر من 73% من المنغوليين من مجتمع الميم قد فكروا في الانتحار بسبب عدم القبول الاجتماعي والتعصب ضدهم.
يتم الاحتفال باليوم العالمي لمناهضة رهاب المثلية ورهاب التحول الجنسي ورهاب ازدواجية التوجه الجنسي بأول مرة في منغوليا منذ عام 2011، مع تنظيم الفعاليات من قبل مركز المثليين والمثليات ومزدوجي التوجه الجنسي والمتحولين جنسيا. في عام 2013، تم تنظيم أسبوع الفخر الأول من قبل أعضاء مجتمع الميم. منذ عام 2014، ينظم مركز المثليين والمثليات ومزدوجي التوجه الجنسي والمتحولين جنسيا «أيام المساواة والفخر» سنويًا لتعزيز عدم التمييز والمساواة. اجتذبت مسيرة فخر المثليين في عام 2018 أكثر من 200 شخص.
هناك حانة للمثليين في أولان باتور، وظهرت منظمات للمثليين متعددة على مر السنين. تأسست منظمة المثليين الأولى، تافيلان، في عام 1999 وتم تسجيلها بنجاح كمنظمة غير حكومية، ولكن تم إلغاء ترخيصها في عام 2000. واستمرت في العمل بشكل غير رسمي. تأسست أول منظمة لحقوق النسلء المثليات «ميلس» ("MILC")، في ديسمبر 2003 بعد فشل مؤسسي تافيلان في إعادة صياغة لوائحها الداخلية لتشمل مجتمعات فرعية أخرى ضمن مجتمع الميم. تأسست منظمة زالوس إيرول ميند في عام 2003 لمواصلة عمل فيروس نقص المناعة البشرية الذي كانت تقوم به تافيلان.
يميل الجهل بقضايا المثليين إلى أن يكون بارزًا جدًا في المجتمع المنغولي. لا توجد «حواجز دينية خطيرة» أمام المثلية الجنسية، حيث أن الديانة المهيمنة، البوذية التبتية، صامتة عن المثلية الجنسية. في الواقع، يُعتبر رهاب المثلية شكلاً من أشكال القومية، حيث يعتقد الكثير من المنغوليين أن المثلية الجنسية «نتاج الغرب».
في ديسمبر 2018، أجرى مركز المثليين والمثليات وموجي التوجه الجنسي والمتحولين جنسيا تجربة اجتماعية في أولان باتور، ووضعوا ثلاثة أشخاص من مجتمع المثيم (رجل مثلي الجنس، وامرأة مثلية الجنس ورجل متحول جنسي) على جانب الطريق ومشاهدة ردود أفعال المارة. كانت ردود الفعل على الإنترنت متباينة، حيث تراوحت بين التهديدات بالقتل والتعليقات السلبية والتعليقات الإيجابية، وأظهرت أن الجمهور كان أكثر ترحيباً بالمرأة المثلية والرجل المتحول جنسيًا أكثر من الرجل المثلي.

### الأمم المتحدة
دعمت منغوليا الإصلاحات من أجل مجتمع الميم في الأمم المتحدة. في عام 2011، وقعت "البيان المشترك بشأن إنهاء أعمال العنف وانتهاكات حقوق الإنسان ذات الصلة القائمة على التوجه الجنسي والهوية الجندرية" في الأمم المتحدة، تدين العنف والتمييز ضد مجتمع الميم. في عام 2016، دعمت تعيين خبير مستقل لتحديد أسباب العنف والتمييز ضد مجتمع الميم ولإيجاد طرق لحمايتهم.

## ملخص
| قانونية النشاط الجنسي المثلي                                                                  | (منذ عام 1993)                      |
| المساواة في السن القانوني للنشاط الجنسي                                                       | (منذ عام 1993)                      |
| قوانين مكافحة التمييز في التوظيف                                                              | No                                  |
| قوانين مكافحة التمييز في توفير السلع والخدمات                                                 | No                                  |
| قوانين مكافحة التمييز في جميع المجالات الأخرى (تتضمن التمييز غير المباشر، خطاب الكراهية)      | (منذ عام 2017)                      |
| قوانين جرائم الكراهية تشمل التوجه الجنسي والهوية الجندرية                                     | (منذ عام 2017)                      |
| قوانين مكافحة أشكال التمييز المعنية بالهوية الجندرية                                          | No                                  |
| زواج المثليين                                                                                 | (حظر دستوري منذ عام 1992)           |
| الاعتراف القانوني بالعلاقات المثلية                                                           | No                                  |
| تبني أحد الشريكين للطفل البيولوجي للشريك الآخر                                                | No                                  |
| التبني المشترك للأزواج المثليين                                                               | No                                  |
| يسمح للمثليين والمثليات ومزدوجي التوجه الجنسي والمتحولين جنسيا بالخدمة علناً في القوات المسلحة | Unknown                             |
| الحق بتغيير الجنس القانوني                                                                    | (منذ عام 2009)                      |
| علاج التحويل محظور على القاصرين                                                               | No                                  |
| الحصول على أطفال أنابيب للمثليات                                                              | No                                  |
| الأمومة التلقائية للطفل بعد الولادة                                                           | No                                  |
| تأجير الأرحام التجاري للأزواج المثليين من الذكور                                              | (غير قانوني للأزواج المغايرين كذلك) |
| السماح للرجال الذين مارسوا الجنس الشرجي التبرع بالدم                                          | Unknown                             |